# 飛翔するmeme
「飛翔するmeme」（ひしょうするミーム）は花譜×たなかのデュエット曲で、花譜の様々なアーティストとのコラボレーション企画「組曲」の第4弾である。2022年1月19日に配信シングルとしてリリースされ、同日20時にYouTube上でミュージックビデオが公開された。

## 背景と特色
「組曲」はリアルのアーティスト＆コンポーザーを中心としたコラボレーション企画である。それまではカンザキイオリが花譜の楽曲を制作していたが、3周年を記念したプロジェクトの1つとしてリアルとバーチャルの枠組みを超え、様々なアーティストが楽曲を提供する。
本楽曲はたなかがバーチャルな存在である花譜やその声が羽ばたいていく様子に着想を得て作詞したものである。「声が羽ばたいていく様子」とは、花譜の声を基に製作されたCeVIO AI「音楽的同位体 可不」が広がっていく様を指している。歌声自体が一つのミームとして人々に届いていくことが表現されている。
花譜が男性アーティストとデュエットすることは稀であり、たなかとのデュエットは花譜の楽曲の中でも特徴的である。
たなかは花譜の歌声について、柔らかな声に内蔵された圧倒的な熱量があり、初めて聴いたときからその魅力に心奪われたと語っている。そしてその魅力について、一聴して花譜だとわかる特殊さと、言葉がすっと入ってくる公共圏の広さが共存しているところが素晴らしいと評価している。また、花譜の楽曲「海に化ける」には引き込まれたと語っている。
逆に花譜はたなかの歌声について余裕あるセクシーな歌声と評し、その歌声や歌い方に憧れて歌ったと語っている。また、曲については織り成される言葉の美しさが胸の中に溜まり、聴くと惚けた声が出てしまうと表現しており、歌詞は音にフィットする語感があり、声に出したくなると語っている。花譜はこの楽曲でコラボする以前より、ぼくのりりっくのぼうよみの楽曲「朝焼けと熱帯魚」をカバーしていた。
作曲と編曲を行っているケンカイヨシは、これまで花譜の「彷徨い (吐息Remix)」制作にも参加していた。

## MV制作スタッフ
ディレクターは川サキケンジが務める。CGアーティストはイアリンジャパン、VFX技術はHibinoVFXStudioのスタッフが担当している。

## ライブでの演奏
2022年8月24日に日本武道館で開催された花譜のワンマンライブ「不可解参(狂)」では、ゲストとしてたなかが出演し、本楽曲のデュエットを行った。その際の花譜の衣装は「第三形態 燕（壊）」であった。バーチャルシンガーである花譜を映すモニターがあり、ステージ上に設置された箱の中にたなかが登場する演出となっていた。12曲目に演奏され、直前の楽曲は同じく「組曲」の花譜×可不「流線形メーデー」、次の楽曲は花譜×大森靖子「イマジナリーフレンド」であった。このライブは後日映像化され、『3rd ONE-MAN LIVE「不可解参(狂)」Blu-ray』として販売された。本楽曲もそのDISC 1に収録されている。
KAMITSUBAKI WARS 2024 神椿後楽園戦線『花譜・理芽「Singularity Live Vol.3」』では、花譜が理芽とともに本楽曲をデュエットした。曲の最後のポエトリーリーディングパートでは、原曲と異なり2人で分けてポエトリーを語った。

## 評価
GLIM SPANKYの亀本寛貴は、花譜の楽曲の中で「アポカリプスより」とともにこの曲が特に好きだと語っている。Real Sound 編集部の泉夏音は、この楽曲の語尾の残し方やアクセントには、たなかのエッセンスが随所に感じられると評している。